# Opérations d'open market

Les opérations d'open market (en anglais : Open Market Operations) sont un instrument de la politique monétaire des banques centrales. Ces opérations consistent en l'achat et la vente « fermes » (c'est-à-dire définitives) de titres, en particulier de titres publics (bons du Trésor) par la banque centrale sur le marché interbancaire. Elles permettent aux banques de se fournir en monnaie en échange des titres qu'elles détiennent. Pour la banque centrale, ces opérations visent à réduire les taux d'intérêt à court terme, ou bien à accroître la masse monétaire.

## Concept
Une opération d'open market est une opération de politique monétaire par laquelle la banque centrale se rend sur le marché interbancaire pour acheter ou vendre des obligations publiques (titres de dette publique) de manière ferme. En achetant ou vendant sur le marché interbancaire, la banque centrale a un double effet sur l'économie :
- un effet sur la liquidité bancaire (la masse monétaire détenue par les banques), qu'elle élargit ou réduit selon le sens de ses ordres. Un achat de titres abonde en liquidité le marché, une vente en retire ;
- un effet sur le prix de marché de ces titres et donc sur leur taux de rendement (taux d'intérêt) à court terme.

Ces opérations permettent à la banque centrale d'agir sur les taux d'intérêt, principalement à court terme. Une politique monétaire restrictive aura ainsi pour objectif de faire augmenter le taux d'intérêt à court terme (et peut aboutir à une inversion de la courbe des taux) ; une politique monétaire expansionniste visera à faire baisser les taux.
Au sens large, les opérations d'open market incluent également les opérations temporaires que constituent des prises ou des mises en pension de titres : les pensions constituent des cessions temporaires de titres qui servent de garanties au prêt d'argent qui peut aller de 24 heures à quelques jours ou quelques mois. Lorsqu'un établissement de crédit « met en pension » des valeurs, il s'en dessaisit au profit de la banque centrale qui lui avance les fonds et « prend en pension » les effets considérés. Dans ce cas seul joue l'effet sur la liquidité bancaire (la trésorerie des établissements est positivement affectée).
La politique d'opérations d'open market se distingue de l'assouplissement quantitatif (quantitative easing). Une telle politique est celle par laquelle la banque centrale achète sur le marché financier, et non interbancaire, non seulement des obligations publiques mais aussi privées si besoin est, et ce afin de réduire les taux d'intérêt de long terme, et non de court terme.

## Cas particuliers

### En France
Les opérations d'open market se développent très lentement en France. Dans son livre sur Le trésor public et le mouvement général des fonds, François Bloch-Lainé souligne que ces opérations très populaires dans le monde anglo-saxon, par lesquelles la banque centrale régulait le marché monétaire en achetant et vendant des titres de dette publique, étaient vues avec suspicion en France, car cela permettrait un financement monétaire discret de la dette publique et ainsi de l'inflation. Toutefois, le décret-loi du 17 juin 1938 fixe les modalités d'opérations d'open market de la Banque de France, tout en disposant qu'« en aucun cas ces opérations ne pourront être traitées au profit du Trésor public et des collectivités émettrices ».

### Au sein de l'Eurosystème
Les opérations d'open-market de l'Eurosystème sont conduites selon quatre modalités d'importance très inégale :
- les opérations principales de refinancement (OPR) forment l'essentiel de ses concours (environ les trois quarts). Elles consistent en des prises en pension et de prêts garantis d'une durée d'une semaine ; elles sont effectuées sur appels d'offres selon un calendrier que diffuse très à l'avance la banque centrale et leur fréquence est hebdomadaire. Les établissements intéressés transmettent leurs demandes de refinancement à leur banque centrale nationale ainsi que le taux proposé. Depuis juin 2000, les opérations lors de soumissions où les banques précisent le montant souhaité et le taux proposé, celui-ci devant être égal ou supérieur au taux refi[4]. Lors de crises, la BCE peut revenir à ce qu'elle appelle des opérations « à taux fixe », les banques ne soumissionnant que pour des montants, et le taux s'appliquant étant celui du refi[5]. Les propositions aux taux les plus élevés (donc les moins avantageux pour les établissements) étant prioritairement servies par la BCE.

- les opérations de refinancement à plus long terme (LTRO : long term refinancing operation), effectuées pour une durée de trois mois, sont principalement destinées aux établissements de taille moyenne ou petite qui font rarement appel au marché interbancaire pour couvrir leurs besoins de liquidité et pour lesquels une procédure simplifiée de refinancement est souhaitable ;

- les opérations de réglage fin revêtent un caractère plus exceptionnel et sont destinées à atténuer les fluctuations de taux d'intérêt que peuvent engendrer des « chocs » transitoires sur la liquidité bancaire ;

- enfin, les opérations structurelles ont pour but d'influencer la position de liquidité des banques sans nécessairement influer sur le niveau des taux d'intérêt[réf. souhaitée].

## Sources
1. 1 2  Pierre Dockès, Le capitalisme et ses rythmes: Sous le regard des géants, Classiques Garnier, 2017 (ISBN 978-2-406-06391-9, lire en ligne)
2. 1 2 3  François Bloch-Lainé et Pierre de Vogüé, Le trésor publique et le mouvement générale des fonds, Presses universitaires de France, 1960 (lire en ligne), p. 365
3. ↑  Opérations « d'open market » Site de la Banque de France
4. ↑  Frederic Mishkin (trad. de l'anglais par C.Bordes, P.C Hautcœur, D. Lacoue-Labarthe et X. Ragot), Monnaie, banque et marchés financiers, Paris, Pearson, 2010, 9e éd., 924 p. (ISBN 978-2-7440-7454-7, lire en ligne), p. 576-587
5. ↑  Les instruments de politique monétaire - Les mesures non conventionnelles site de la BCE